# VI. Magnus norvég király
VI. Magnus Haakonsson vagy Törvényjobbító Magnus (1238. május 1. – 1280. május 9.) norvég király 1263-tól haláláig, az ország jogrendjének megreformálója; az általa bevezetett új országos, városi és egyházi törvények mintául szolgáltak Norvégia számos gyarmatán is. Országos törvényei több, mint 400 évig voltak érvényben.
Édesapját, IV. Haakont követte a norvég trónon, s hamarosan békét kötött III. Sándor skót királlyal, váltságdíj és évenként fizetség fejében átengedve Skóciának a Hebridákat és a Man-szigetet. 1274-ben új nemzeti törvénykönyvet léptetett életbe, amely a meglévő jogrendre támaszkodott, a régi, tartományi törvényeket azonban egységes, országos jogszabályokkal váltotta fel. Az új kódex értelmében a bűncselekmények közügynek minősültek, és megtorlásuk immár nem a személyes bosszú, hanem a központi igazságszolgáltatás hatáskörébe tartozott.
Főként a bergeni törvényekre alapozva, Magnus 1277-ben új városi törvénykönyvet vezetett be, amely a norvég városok és községek kormányzására városi tanácsokat hozott létre. Norvégia tengeri kereskedelme, amely elsősorban a városokban koncentrálódott, Magnus korában olyan jelentős fellendülést ért meg, amelyhez fogható később csak a XIX. században következett be. 
Magnus az egyházzal is 1277-ben egyezett meg, amikor Vörös Jon érsekkel megkötötte a tønsbergi konkordátumot. Az egyezség lényegében függetlenné tette az egyházat, megnövelve bevételeit és tekintélyét, s a következő kétszáz esztendőre meghatározta a norvég egyházjogot.
Az utolsó norvég király volt, akinek az életét az izlandi sagák is elbeszélik, de ezek csak töredékesen maradtak fenn.

## Gyermekei
Magnus 1261-ben házasodott össze Svédországi Ingeborggal (1244 – 1287. március 24./26.), aki négy gyermeket szült férjének:
- Olaf[5] (1262 – 1267)
- Magnus[5]  (1264)
- Erik[5] (1268 – 1299. július 15.)
- Haakon[5] (1270. április 10. – 1319. május 8.)